# 徐芳瑞
徐芳瑞，湖北汉阳（今湖北武汉）人，是一名清朝政治人物。
徐芳瑞曾于1789年接替张永和任奉贤县知县一职，1791年由谭大经接任。